# Toyota Sienna
Toyota Sienna — минивэн, выпускаемый японской компанией Toyota с 1997 года. Своё название автомобиль получил в честь легендарного древнего тосканского города Сиена (Сьена).  Модель, в основном, ориентирована на североамериканский рынок (США, Канада, Мексика), но продаётся также в Южной Корее и некоторых других странах. Автомобиль первого поколения был меньше аналогов, но модель второго поколения, появившаяся 2003 году, стала больше. Тогда же был представлен и полноприводный вариант, Sienna является единственным минивэном на рынке Северной Америки имеющим такое исполнение. Третье поколение модели появилось в продаже в США в феврале 2010 года.

## Первое поколение
В августе 1997 года сборка переднеприводного минивэна Sienna началось на заводе Toyota в Джоржтауне (штат Кентукки) в США на одной конвейерной линии с Camry. 17 сентября новинка поступил в продажу как автомобиль 1998 модельного года.
Модель имела прочный кузов, полностью отвечающий действующим и перспективным требованиям пассивной безопасности, все места были оборудованы ремнями безопасности с преднатяжением, а спереди стандартно устанавливались две подушки безопасности. Не удивительно, что автомобиль с легкостью прошёл краш-тесты Национального управления безопасностью движения на трассах США (NHTSA).
| NHTSA                                       | NHTSA    | NHTSA |
| ------------------------------------------- | -------- | ----- |
| Фронтальный удар                            | Водитель |       |
| Фронтальный удар                            | Пассажир |       |
| Протестированная модель: 1998 Toyota Sienna |          |       |

| NHTSA                                             | NHTSA    | NHTSA |
| ------------------------------------------------- | -------- | ----- |
| Фронтальный удар                                  | Водитель |       |
| Фронтальный удар                                  | Пассажир |       |
| Удар сбоку                                        | Водитель |       |
| Удар сбоку                                        | Пассажир |       |
| Протестированная модель: 1999, 2000 Toyota Sienna |          |       |

| NHTSA                                                   | NHTSA    | NHTSA |
| ------------------------------------------------------- | -------- | ----- |
| Фронтальный удар                                        | Водитель |       |
| Фронтальный удар                                        | Пассажир |       |
| Удар сбоку                                              | Водитель |       |
| Удар сбоку                                              | Пассажир |       |
| Переворот                                               | 4х2      |       |
| Протестированная модель: 2001, 2002, 2003 Toyota Sienna |          |       |

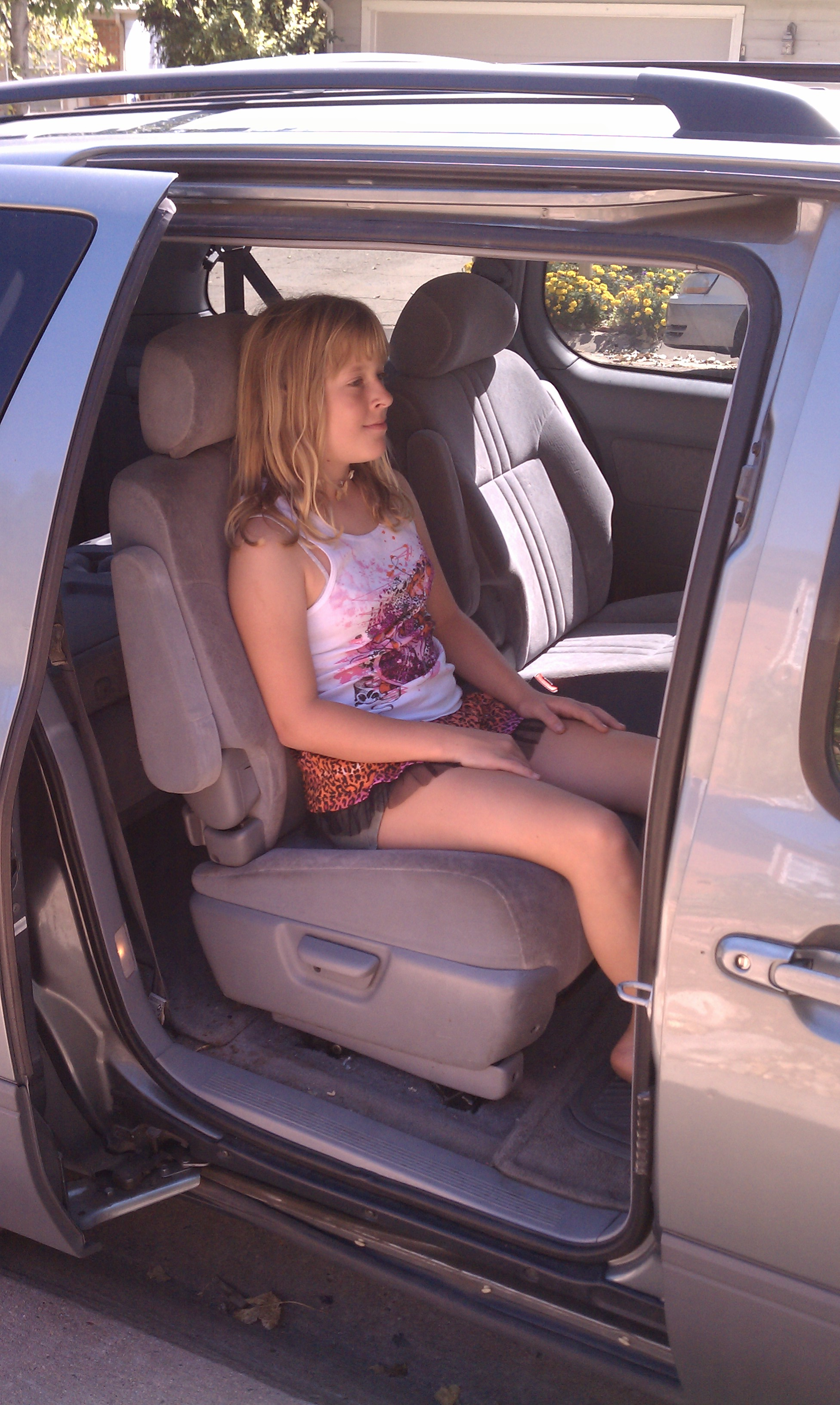
2000 Toyota Sienna с «капитанскими» креслами второго ряда

В просторном салоне спереди располагались два отдельных кресла с полным комплектом регулировок, сзади — сплошной трёхместный диван, за ним — два отдельных складных сиденья. Объём багажника за креслами третьего ряда составлял 1,345 м³, их можно было сложить или легко снять. В последнем случае объём багажника возрастал до 2,204 м³. Сиденье второго ряда также складывалось или снималось. При снятых сиденьях второго и третьего рядов в автомобиле можно было разместить до 4,057 кубических метров поклажи. По заказу автомобиль можно было оснастить двумя раздельными, так называемыми, «капитанскими» креслами второго ряда.
В стандартной комплектации CE автомобиль имел две передние распашные двери, одну правую сдвижную и поднимающуюся вверх дверь багажника, более дорогие версии LE и XLE оснащались левой сдвижной дверью. Сдвижные двери могли иметь электропривод открывания. В этом случае, управлять дверями можно было дистанционно с помощью кнопок на брелоке, нажатием кнопок в салоне или просто толкнув дверь в нужном направлении, дальше она двигалась сама. Если при движении дверь натыкалась на препятствие, она немедленно возвращалась назад или останавливалась, если находилась в середине хода.
Перед водителем располагалось регулируемое по углу наклона рулевое колесо, на котором имелись кнопки управления аудиосистемой. На панели приборов размещался спидометр по центру, указатели температуры двигателя, слева и уровня топлива, справа, а также ряды контрольных ламп. В более дорогой версии рядом со спидометром располагался тахометр. На консоли размещалась аудиосистема с радио, кассетным и CD проигрывателями или только радио и CD проигрывателем. Система вентиляции и кондиционирования имела специальные каналы для подачи воздуха к пассажирам второго и третьего рядов. Управлять ею можно было со второго ряда с помощью панели, установленной над сдвижной дверью.
Созданный на удлинённой переднеприводной платформе Camry автомобиль оснащался шестицилиндровым V-образным бензиновым двигателем рабочим объёмом три литра и мощностью 194 л.с. Блок с развалом 60° и головки цилиндров мотора были изготовлены из алюминиевого сплава. Распредвалы, по два в каждой головке (DOHC) приводились одним зубчатым ремнём. Они воздействовали на клапаны, по четыре в каждом цилиндре через перевёрнутые стаканчики. В днище каждого стаканчика вставлялась шайба требуемой толщины, таким образом, обеспечивался необходимый зазор в клапанном механизме. К установленному спереди поперечно двигателю пристыковывалась автоматическая гидромеханическая четырёхступенчатая коробка передач. Передняя независимая подвеска с качающимися стойками Макферсон была подобна подвеске Camry. Сзади же, в отличие от независимой подвески Camry, была установлена полунезависимая подвеска со скручивающийся H-образной балкой и раздельным размещением пружин и амортизаторов. Реечное рулевое управление стандартно оснащалось гидроусилителем. В гидравлической двухконтурной тормозной системе с усилителем спереди применялись дисковые, а сзади барабанные тормоза. Антиблокировочная система тормозов стандартно устанавливалась на все модели.

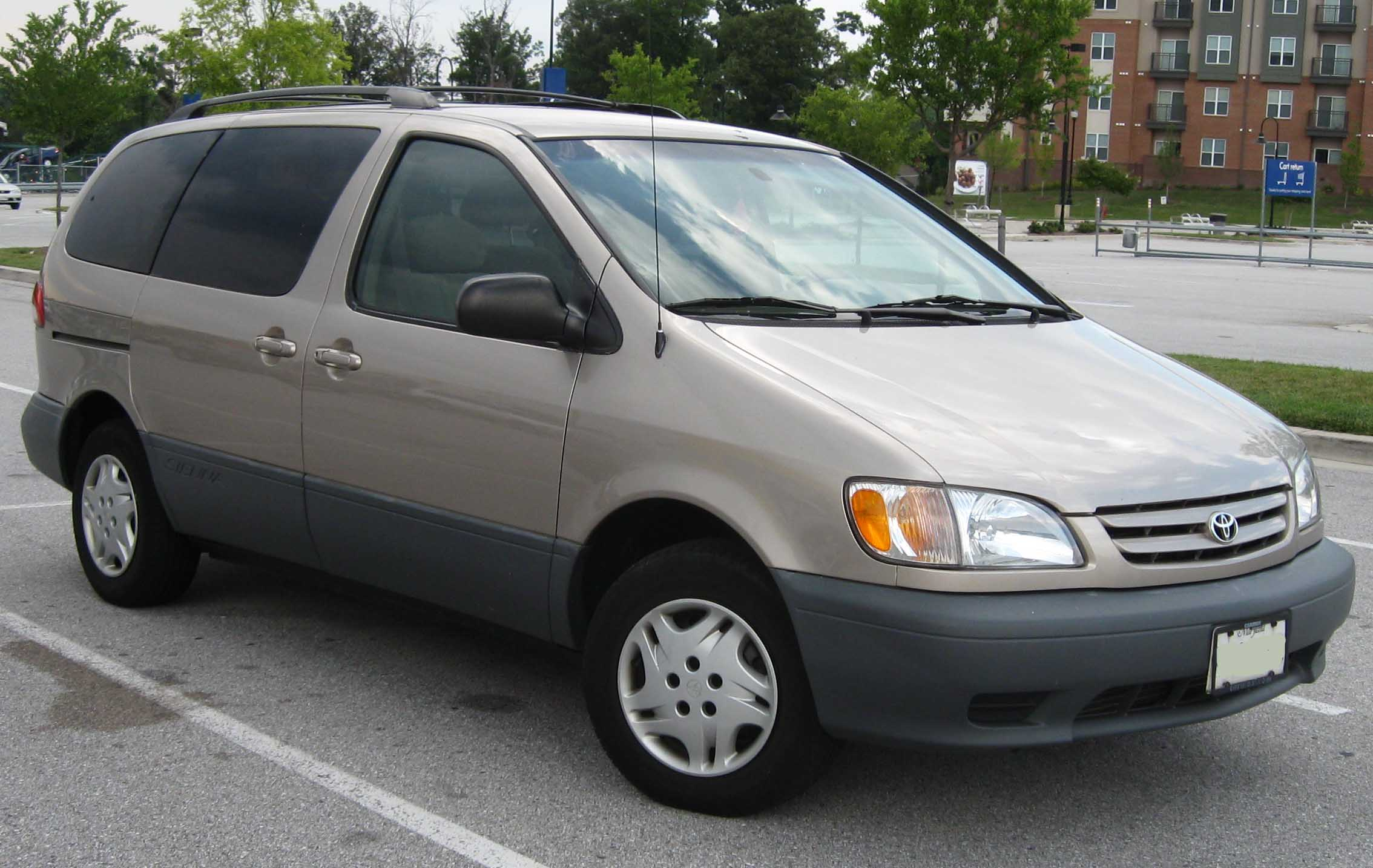
2001—2003 Toyota Sienna LE с новым передним бампером и решёткой радиатора

В 2001 модельном году минивэн был немного изменён. Четырёхдверные модели больше не предлагались. Новый передний бампер и решётка радиатора, четыре новых цвета окраски кузова немного приукрасили внешний вид автомобиля. Внутри салона появились более удобные сиденья третьего ряда и несколько наборов дополнительных опций. Двигатель получил систему изменения фаз газораспределения (VVT-i) на впуске, что позволило увеличить его мощность до 210 л.с. При этом были снижены нежелательные выбросы мотора и улучшена его топливная экономичностью. За отдельную плату теперь можно было установить систему контроля устойчивости движения, систему помощи при экстренном торможении, а также боковые подушки безопасности.
В сравнительном тесте минивэнов, журналисты издания Car and Driver отметили комфортную посадку на всех пассажирских сиденьях автомобиля. Благодаря четкой инструкции на спинке и малому весу, сложить сиденья третьего ряда оказалось очень просто. Вот так бы на всех минивэнах! Мощный двигатель позволял автомобилю резво разгоняться, Sienna была единственной из тестируемых моделей, которая разогналась до 60 миль в час (97 км/ч) менее чем за 10 секунд. Но управлять автомобилем было значительно сложнее. Руль имел слишком большую зону нечувствительности в центральном положении, что не позволяло рулить аккуратно. К тому же, автомобиль был очень чувствителен к боковому ветру. Журналистам, также не понравилась посадка на водительском месте: руль смещён вправо, сиденье — как бесформенное кресло, а приборы плохо видны. В целом Sienna — это минивэн который достоин уважения, но вряд ли любви.
После изготовления 553 856 автомобилей, производство Sienna первого поколения было прекращено 20 декабря 2002 года.

## Второе поколение
Следую принципу Гэнти гэнбуцу (англ. Genchi Genbutsu), руководитель проекта Sienna второго поколения Южи Ёкоя (Yuji Yokoya) ещё до начала проектирования решил лично разобраться с особенностями использования автомобилей такого типа. Он проехал на модели первого поколения по дорогам Северной Америки около 85 тысяч километров (53 000 миль) подробно записывая все свои впечатления. Так, например, пересекая Миссисипи по мосту, он обратил внимание на острую реакцию автомобиля на порывы бокового ветра, ему не понравилось рыскание машины при езде по грунтовым дорогам Аляски, а точному маневрированию на людных улицах Санта-Фе мешал большой радиус поворота. Кроме того, этот семейный автомобиль нуждался в более просторном и тихом салоне с более удобными креслами. Всё это было учтено при создании нового минивэна.
Впервые новый автомобиль был показан публике в январе 2003 года на Детройтском автосалоне. Производство модели на специально созданной для этого второй сборочной линии завода Toyota в Принстоне (TMMI) началось в конце месяца. В продажу Sienna второго поколения поступил в марте, как ранний автомобиль 2004 модельного года.

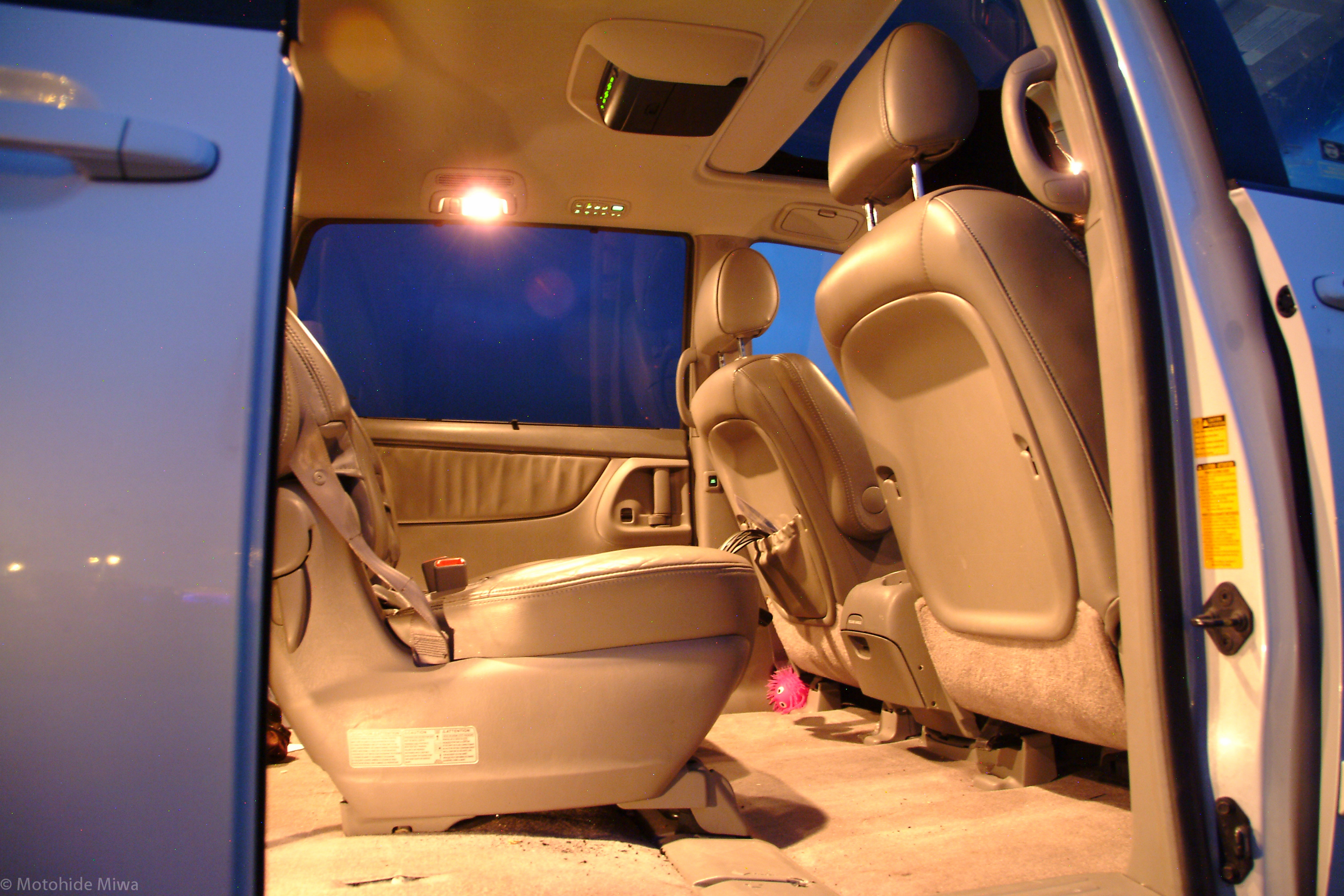
2005 Toyota Sienna XLE Limited, хорошо видна отформованная поверхность столика на спинках передних сидений, сдвинутое к центру правое сиденье среднего ряда, управление вентиляцией над боковой дверью, DVD проигрыватель на потолке и люк в крыше

Новый Sienna стал значительно больше во всех измерениях. Более обтекаемый кузов смотрелся лучше, современнее, так например, полозья скользящих дверей теперь были спрятаны под окна. Увеличенная колёсная база и колея позволили сделать салон просторнее.
Во втором ряду можно было установить два или три раздельных сиденья, соответственно автомобиль мог быть семи- или восьмиместным. Среднее сиденье или стояло вровень с боковыми, или устанавливалось со смещением вперёд, освобождая больше пространства пассажирам третьего ряда. При двух сиденьях второго ряда, правое можно было поставить ближе к центру, упрощая проход назад. Любое из трёх сидений можно было сложить или полностью убрать, или же, как и оба передних, превратить в удобные столики, просто наклонив спинки. Трёхместное сиденье третьего ряда было разделено на две части в пропорции 60/40, каждая из которых очень просто складывалась, буквально одной рукой, полностью уходя в багажник. За спинками третьего ряда можно было поместить багаж объёмом 1,24 м³, при сложенных сиденьях третьего ряда в автомобиль помещалось 2,68 м³ груза, а если полностью снять ещё и сиденья второго ряда, то максимальная ёмкость багажника доходила до 4,22 кубических метров.
Рулевое колесо теперь регулировалось по вылету и углу наклона, а рычаг переключения режимов автоматической трансмиссии располагался на консоли. Автомобиль мог быть оборудован системой адаптивного круиз-контроля, автоматически поддерживающей дистанцию между автомобилями. Аудиосистема с радио, кассетным и CD проигрывателями управлялась с помощью кнопок на руле или с пульта дистанционного управления. Пассажиры второго ряда могли слушать систему отдельно, при выключенных динамиках спереди, для этого над вторым рядом сидений располагался дисплей, показывающий режимы работы системы. Вместо него можно было заказать развлекательную систему для пассажиров с DVD плейером с откидным экраном. Электрифицированные сдвижные двери с опускными стёклами управлялись как кнопками в салоне, так и с брелока. Отдельно можно было заказать также привод открывания и закрывания двери багажника. Система климат-контроля подвала воздух пассажирам второго и третьего рядов через специальные вентиляционные каналы, управлять системой можно было с расположенной над дверью панели.
Тот же, что на модели первого поколения, шестицилиндровый V-образный бензиновый двигатель, но увеличенного до 3,3 литров рабочего объёма развивал мощность 230 л.с. Расположенный спереди продольно, он был состыкован с пятиступенчатой автоматической гидромеханической трансмиссией. Автомобиль теперь были доступен не только в переднеприводном (FWD), но и в варианте с постоянным полным приводом (AWD). С помощью редуктора с гипоидной передачей вращение от коробки передач направлялось назад. Два (передний и задний) карданных вала и закреплённый на кузове промежуточный вал передавали крутящий момент к заднему дифференциалу, также жёстко закреплённому на кузове. От него две качающиеся полуоси вращали задние колёса.
Схема полностью новой ходовой части принципиально не изменилась. Независимая передняя подвеска на подрамнике со стойками Макферсон, полунезависимая скручивающаяся балка сзади, реечное рулевое управление с гидроусилителем, спереди дисковые, сзади барабанные тормоза. На более дорогие версии (LE, XLE) и полноприводные автомобили сзади устанавливались дисковые тормоза со встроенным в ступицу барабанным стояночным тормозом. На эти же модели стандартно устанавливались система электронного контроля устойчивости и противобуксовочная система. Антиблокировочная система (ABS) с электронным управлением распределением тормозных сил (EBD) и системой помощи при экстренном торможении (BAS) входили в стандартное оборудование всех моделей.

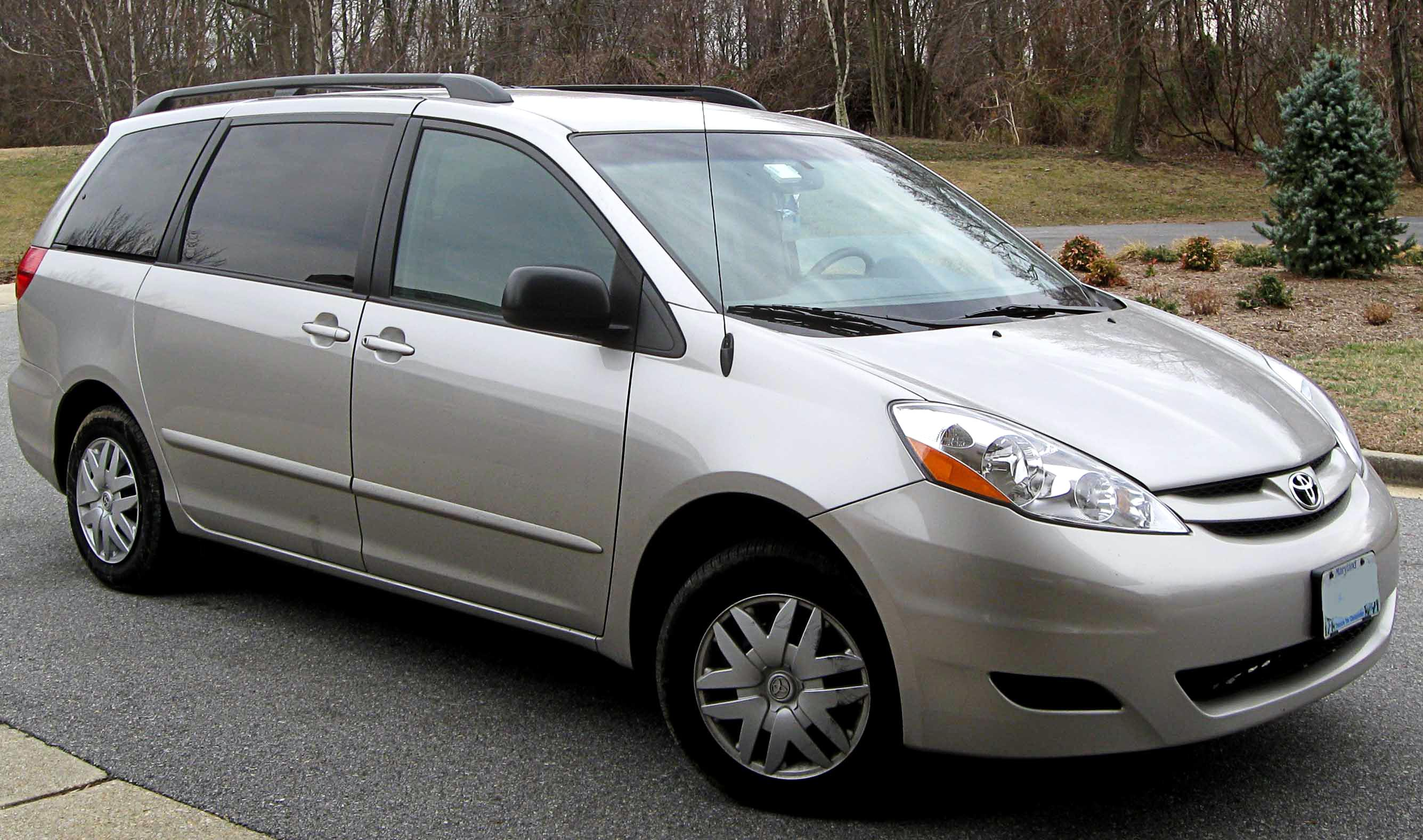
2005—2009 Toyota Sienna с новым бампером, решёткой радиатора и фарами

Летом 2005 года был представлен обновлённый автомобиль 2006 модельного года. Внешние изменения включали в себя новый передний бампер, решётку радиатора, фары и задние фонари, а также дополнительные цвета расцветки кузова. На дорогих версиях в салоне перед водителем появился оптоэлектронный дисплей с красочной «нарисованной» панелью приборов, а на консоли — экран навигационной системы. Появилась функция запоминания двух положений сиденья водителя и наружных зеркал. Для сидений третьего ряда теперь можно было заказать электрическую регулировку угла наклона спинки и их автоматическое складывание, которое управлялось кнопками на верхней кромке проёма багажника. Увеличился размер экрана DVD проигрывателя развлекательной системы задних пассажиров. Введение новых ограничений токсичности выбросов привело к падению мощности двигателя до 215 л.с.
Начиная с 2007 модельного года, на автомобиль стали устанавливать новый бензиновый шестицилиндровый V-образный двигатель рабочим объёмом 3,5 литра и мощностью 266 л.с. В двигателе применялись по два, приводимых цепью, распределительных вала в каждой головке цилиндров (DOHC), все с фирменной системой изменения фаз газораспределения (Dual VVT-i). Каждый кулачок распредвала воздействовал на коромысло, один конец которого давил на клапан, а другой подпирался поршнем гидрокомпенсатора, таким образом, необходимость регулировки зазоров в клапанном механизме отпала. Мотор оснащался впускным коллектором с изменяемой геометрией. Глушитель выхлопной системы имел два режима работы: на низких оборотах он обеспечивал тихую работу мотора, а при возрастании оборотов двигателя внутри глушителя открывался клапан, снижая сопротивление на выпуске. Активные гидроопоры меняли жёсткость при переходе мотора на холостые обороты, таким образом, снижалась передача вибрации на кузов.
Большой и просторный салон позволял сторонним фирмам переоборудовать Sienna для перевозки людей в инвалидном кресле. Такие автомобили имели вручную или автоматически складываемый боковой трап, заниженную подвеску и множество приспособлений для инвалидов внутри салона. А для поклонников гонок NASCAR в 2008 году был даже построен специальный инвалидный автомобиль, окрашенный в цвета гоночной модели Camry.
Если бы выпускались минивэны Lexus, то Sienna вполне мог бы продаваться под этой маркой. Такого качества материалов и отделки, тестировавшие автомобиль журналисты Motor Trend ещё не встречали в автомобилях данного класса. В то же время, высокие водители имели проблемы с посадкой: хотя рулевое колесо и регулировалось по вылету, подобрать удобное положение за рулём было сложно. Сзади же пространства вполне хватало. Несмотря на самый маленький двигатель в тесте, Sienna неплохо разгоняется (0—60 mph за 8,8 с), но только если продавливать педаль газа «в пол». Тормоза требовали слишком больших усилий, что было не совсем удобно при движении в плотном потоке городского транспорта. Тест на управляемость (слалом) был подпорчен назойливой работой системы стабилизации движения, впрочем, все автомобили Toyota такие, отмечали журналисты. В сравнительном тесте Sienna занял второе место, опередив Dodge Caravan, но отстав от Honda Odyssey.

## Третье поколение
Впервые автомобиль был показан публике в декабре 2009 года на автосалоне в Лос-Анджелесе. 20 января 2010 года выпуск нового минивэна третьего поколения начался на заводе Toyota в Принстоне, Индиана в США. В продажу Sienna поступил в феврале, как ранний автомобиль 2011 модельного года.

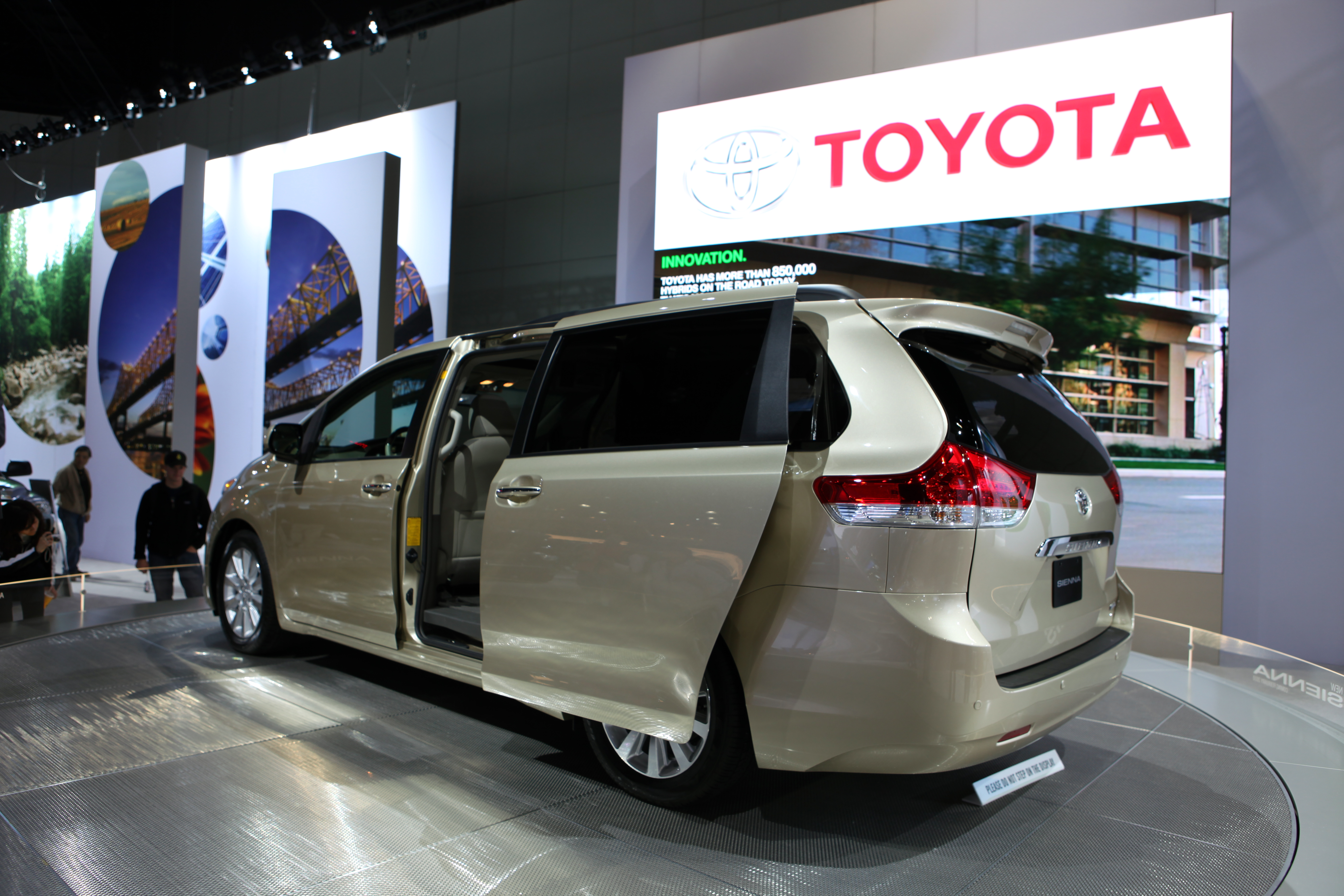
2011 Toyota Sienna на автосалоне в Лос-Анджелесе

Новый минивэн сохранил прежнюю колёсную базу, но стал шире и немного короче. Его спортивный профиль подчеркивали окна выразительной формы и высоко поднятые рельефные фары. Скульптурная композиция задней части с функциональными и элегантными светодиодными фонарями выделяла новый Sienna среди обычных квадратных минивэнов. Тщательная проработка днища автомобиля способствовала хорошей обтекаемости кузова.
Семь подушек безопасности, включая двухступенчатые фронтальные подушки, боковые подушки и, впервые в классе, подушку защиты коленей водителя, плюс ко всему этому боковые шторки безопасности, входили в стандартное оснащение.
Более длинный салон позволил увеличить диапазон продольной регулировки передних сидений, что давало возможность любому водителю занять удобную позицию. В семиместном исполнении во втором ряду располагались два отдельных сиденья, которые могли перемещаться вперёд-назад более чем на полметра. Можно было заказать сиденья для отдыха с подставками для ног. На дорогих версиях автомобиля между сиденьями устанавливалась консоль, которую можно было перемещать от первого ряда ко второму. В восьмиместном варианте автомобиля среднее сиденье второго ряда можно было легко снять и уложить в специальную нишу за левым задним колесом в багажнике. Все сиденья второго ряда легко складывались или снимались, при этом максимальный объём груза, который можно было разместить за спинками передних сидений составлял 4,25 м³. За спинками второго ряда сидений, при сложенном третьем ряде можно было разместить максимум 2,47 кубических метра багажа. Ну а само багажное отделение в задней части автомобиля вмещало не более 1,11 м³ разнообразной поклажи.
На выбор предлагались два двигателя: известный по автомобилю предыдущего поколения 3,5-литровый шестицилиндровый V-образный бензиновый мотор мощностью 266 л.с. и новый рядный четырёхцилиндровый двигатель (L4) рабочим объёмом 2,7 литра и мощностью 187 л.с. Оба мотора обладали новейшими фирменными технологиями, включая систему изменения фаз газораспределения на впуске и выпуске (Dual VVT-i) и впускной коллектор изменяемой геометрии (ACIS). Они агрегатировались с новой шестиступенчатой автоматической гидромеханической трансмиссией с электронным управлением. Особенностью трансмиссии была возможность ручного переключения передач, если это было необходимо. По прежнему можно было заказать автомобиль как в переднеприводном (FWD), так и в полноприводном (AWD) вариантах, последний только с шестицилиндровым мотором . Впрочем, четырёхцилиндровый двигатель не пользовался популярностью и с 2013 модельного года его перестали предлагать.
Автомобиль имел переднюю независимую подвеску со стойками Макферсон и заднюю полунезависимую пружинную подвеску со скручивающейся балкой. Реечное рулевое управление теперь было оснащено электроусилителем, а спереди и сзади устанавливались дисковые тормоза на все модели. В стандартное оснащение входили антиблокировочная система тормозов (ABS) с электронным распределением тормозных сил (EBD) и системой помощи при экстренном торможении (BA), а также, система контроля курсовой устойчивости (VSC) и противобуксовочная система (TRAC).
В 2015 модельном году автомобиль был немного обновлён, он получил новую решётку радиатора и блок-фары с дневными ходовыми огнями и новый блок задних фонарей со светодиодными лампами. За счёт добавления дополнительных точек сварки, кузов стал жёстче. Новые передние подушки в сочетании с увеличенными шторками безопасности и улучшенной системой управления их раскрытием, позволили существенно повысить пассивную безопасность автомобиля.
На 2017 модельный год анонсирована установка нового двигателя с непосредственным впрыском топлива и восьмиступенчатой автоматической коробки передач.
«Сделать минивэн, особенно для нас американцев с нашими супер драгоценными детьми, очень сложная задача»:— такими словами начинают свой тест популярных минивэнов журналисты известного американского издания Motor Trend. Например, Ford и General Motors после двух десятилетий попыток выбросили белый флаг. Они просто не смогли конкурировать с Chrysler, с его универсальной моделью Caravan. Hyundai, новый король, лезущий во все сегменты рынка, не смог создать конкурентного минивэна для американского рынка. Даже Volkswagen, мощный мировой гигант, продаёт в Америке перелицованный Caravan под своей маркой Routan. И только две компании способны идти «нос к носу» с инженерным шедевром Chrysler. Это Honda и Toyota, когда-то выскочки, а сейчас такие же американцы, как яблочный пирог. Также как нелегко построить минивэн, также сложно их тестировать. Но после оценки разгона, торможения, управляемости и устойчивости на дороге, мы можем сказать, что Toyota Sienna безусловный лидер.
В 2018 году был произведён фейслифтинг модели.

## Производство и продажи
| Производство и продажи | Производство и продажи | Производство и продажи | Производство и продажи | Производство и продажи |
| Год                    | Производство           | Продажи                | Продажи                | Источник |
| ---------------------- | ---------------------- | ---------------------- | ---------------------- | --- |
| Год                    | Производство           | США                    | Канада                 | Источник |
| 1997                   |                        | 15 180²                |                        | ² Toyota Sienna (англ.). Left-Lane.com. Дата обращения: 14 июня 2016. |
| 1998                   |                        | 81 391²                |                        | ² Toyota Sienna (англ.). Left-Lane.com. Дата обращения: 14 июня 2016. |
| 1999                   |                        | 98 809²                |                        | ² Toyota Sienna (англ.). Left-Lane.com. Дата обращения: 14 июня 2016. |
| 2000                   |                        | 103 137²               |                        | ² Toyota Sienna (англ.). Left-Lane.com. Дата обращения: 14 июня 2016. |
| 2001                   |                        | 88 469²                |                        | ² Toyota Sienna (англ.). Left-Lane.com. Дата обращения: 14 июня 2016. |
| 2002                   |                        | 80 915²                |                        | ² Toyota Sienna (англ.). Left-Lane.com. Дата обращения: 14 июня 2016. |
| 2003                   |                        | 105 499²               |                        | ² Toyota Sienna (англ.). Left-Lane.com. Дата обращения: 14 июня 2016. |
| 2004                   | 189 382¹               | 159 119²               |                        | ¹ Toyota in The World 2005 (англ.). — Japan: Toyota, 2005. — P. 5. Архивировано 4 марта 2016 года. ² Toyota Sienna (англ.). Left-Lane.com. Дата обращения: 14 июня 2016. |
| 2005                   | 192 644¹               | 161 380²               |                        | ¹ Toyota in The World 2006 (англ.). — Japan: Toyota, 2006. — P. 3. Архивировано 12 сентября 2015 года. ² Toyota Sienna (англ.). Left-Lane.com. Дата обращения: 14 июня 2016. |
| 2006                   | 172 211¹               | 163 269²               |                        | ¹ Toyota Announces 2006 North American Production Results (англ.). Toyota USA Newsroom (10 января 2007). Дата обращения: 14 июня 2016. Архивировано 22 июня 2016 года. ² December 2007 Sales Chart (англ.) (pdf). Toyota USA Newsroom (3 декабря 2007). Дата обращения: 10 июня 2016. Архивировано 4 марта 2016 года. |
| 2007                   | 159 453¹               | 138 162²               |                        | ¹ Toyota's North American Vehicle Production At Record Levels In 2007 (англ.). Toyota USA Newsroom (11 января 2008). Дата обращения: 14 июня 2016. Архивировано 22 июня 2016 года. ² December 2007 Sales Chart (англ.) (pdf). Toyota USA Newsroom (3 декабря 2007). Дата обращения: 10 июня 2016. Архивировано 4 марта 2016 года. |
| 2008                   |                        | 115 944²               |                        | ² December 2008 Sales Chart (англ.) (pdf). Toyota USA Newsroom (2 декабря 2008). Дата обращения: 10 июня 2016. Архивировано 4 марта 2016 года. |
| 2009                   | 72 205¹                | 84 064²                | 6 345³                 | ¹ Toyota's North American Production Up 18 Percent in 2010 (англ.). Toyota USA Newsroom (27 января 2011). Дата обращения: 14 июня 2016. Архивировано 22 июня 2016 года. ² December 2009 Sales Chart (англ.) (pdf). Toyota USA Newsroom (5 января 2010). Дата обращения: 10 июня 2016. Архивировано 4 марта 2016 года. ³ TCI Month End Sales Results for December 2010 (англ.) (pdf). Toyota Canada Newsroom. Дата обращения: 10 июня 2016. Архивировано из оригинала 10 января 2014 года.                              |
| 2010                   | 132 780¹               | 98 337²                | 9 960³                 | ¹ Toyota's North American Production Up 18 Percent in 2010 (англ.). Toyota USA Newsroom (27 января 2011). Дата обращения: 14 июня 2016. Архивировано 22 июня 2016 года. ² December 2010 Sales Chart (англ.) (pdf). Toyota USA Newsroom (4 января 2011). Дата обращения: 10 июня 2016. Архивировано из оригинала 10 июня 2016 года. ³ TCI Month End Sales Results for December 2010 (англ.) (pdf). Toyota Canada Newsroom. Дата обращения: 10 июня 2016. Архивировано из оригинала 10 января 2014 года.                 |
| 2011                   | 126 475¹               | 111 429²               | 10 835³                | ¹ Toyota Announces North American Production for 2011 (англ.). Toyota USA Newsroom (20 января 2012). Дата обращения: 14 июня 2016. Архивировано 13 сентября 2015 года. ² December 2011 Sales Chart (англ.) (pdf). Toyota USA Newsroom (4 января 2012). Дата обращения: 10 июня 2016. Архивировано 4 марта 2016 года. ³ TCI Month End Sales for December 2011 (англ.) (pdf). Toyota Canada Newsroom. Дата обращения: 10 июня 2016. Архивировано из оригинала 10 января 2014 года.                                       |
| 2012                   | 137 992¹               | 114 725²               | 11 858³                | ¹ Did You Park a New Toyota In Your Garage Last Year? (англ.). Toyota USA Newsroom (9 января 2014). Дата обращения: 14 июня 2016. Архивировано 14 января 2014 года. ² December 2012 and Year-End Sales Chart (англ.) (pdf). Toyota USA Newsroom (3 января 2013). Дата обращения: 10 июня 2016. Архивировано 4 марта 2016 года. ³ TCI Month End Sales Results for December 2012 (англ.) (pdf). Toyota Canada Newsroom. Дата обращения: 10 июня 2016. Архивировано из оригинала 27 июня 2013 года.                       |
| 2013                   | 141 171¹               | 121 117²               | 11 756³                | ¹ Delivering the Goods: Toyota North America Built Nearly Two Million Vehicles in 2014 (англ.). Toyota USA Newsroom (9 января 2015). Дата обращения: 14 июня 2016. Архивировано 1 декабря 2015 года. ² December 2013 Sales Chart (англ.) (pdf). Toyota USA Newsroom (3 января 2014). Дата обращения: 10 июня 2016. Архивировано 4 марта 2016 года. ³ TCI Month End Sales Results for December 2013 (англ.) (pdf). Toyota Canada Newsroom. Дата обращения: 10 июня 2016. Архивировано из оригинала 10 января 2014 года. |
| 2014                   | 143 915¹               | 124 502²               | 11 596³                | ¹ More Than Two Million Toyotas Built in North America in 2015 for the First Time (англ.). Toyota USA Newsroom (8 января 2016). Дата обращения: 14 июня 2016. Архивировано 22 июня 2016 года. ² December 2014 Sales Chart (англ.) (pdf). Toyota USA Newsroom (5 января 2016). Дата обращения: 10 июня 2016. Архивировано 4 марта 2016 года. ³ TCI Month End Sales Results for December 2014 (англ.) (pdf). Toyota Canada Newsroom. Дата обращения: 10 июня 2016.                                                       |
| 2015                   | 154 478¹               | 137 497²               | 13 981³                | ¹ More Than Two Million Toyotas Built in North America in 2015 for the First Time (англ.). Toyota USA Newsroom (8 января 2016). Дата обращения: 14 июня 2016. Архивировано 22 июня 2016 года. ² December 2015 Sales Chart (англ.) (pdf). Toyota USA Newsroom (5 января 2016). Дата обращения: 10 июня 2016. Архивировано 20 мая 2016 года. ³ TCI Month End Sales Results for December 2015 (англ.) (pdf). Toyota Canada Newsroom. Дата обращения: 10 июня 2016.                                                        |

## Комментарии
1. 1 2 3 4 5 6  В северной Америке, как правило, но не всегда, продажи новых моделей автомобилей начинаются осенью и они объявляются автомобилями следующего модельного года[англ.].
2. 1 2  В зависимости от применяемых шин.

### Руководства по эксплуатации
1. Toyota 1999 Sienna Owners Manual :  [англ.]. — Toyota Motor Sales, Inc.. — (OM45403U).
2. Toyota 2001 Sienna Owners Manual :  [англ.]. — Toyota Motor Sales, Inc.. — (OM45406U).
3. Toyota 2004 Sienna Owners Manual :  [англ.]. — Toyota Motor Sales, Inc.. — (OM45422U).
4. Toyota 2007 Sienna :  [англ.]. — Toyota Motor Sales, Inc.. — (OM45437U).
5. Toyota 2011 Sienna Owners Manual :  [англ.]. — Toyota. — 792 p. — (OM45466U).

### Технические характеристики
1. SIENNA FEATURES 2002 :  [англ.]. — Toyota Canada Inc.. — 2 p.
2. 2004 Sienna Features and Specifications. :  [англ.]. — Toyota Canada Inc.. — 2 p.
3. 2006 Sienna Specifications. :  [англ.]. — Toyota Canada Inc.. — 2 p.
4. 2007 Sienna Specifications. :  [англ.]. — Toyota Canada Inc.. — 2 p.
5. 2011 Sienna Specifications. :  [англ.]. — Toyota Canada Inc.. — 3 p.
6. 2012 Sienna Product Information :  [англ.]. — Toyota. — 13 p.

### Каталоги
1. 02 SIENNA :  [англ.]. — Toyota. — 4 p.
2. 04 SIENNA :  [англ.]. — Toyota. — 4 p.

### Материалы Toyota
1. Toyota Sienna/ Previa/ Minivan Chronology :  [англ.]. — USA : Toyota. — 6 p.
2. 2001 SIENNA Repair Manual :  [англ.]. — Toyota, 2000. — 1980 p. — (RM787U).
3. 2005 SIENNA REPAIR MANUAL :  [англ.]. — Toyota, 2004. — 3527 p. — (RM1163U).
4. 2007 SIENNA New Car Features :  [англ.]. — TOYOTA MOTOR CORPORATION, 2006. — 122 p.
5. Пособия по техобслуживанию Toyota Camry.